# الی درشویتس
الی درشویتس (انگلیسی: Eli Dershwitz؛ زادهٔ ۲۳ سپتامبر ۱۹۹۵) شمشیرباز اهل ایالات متحده آمریکا است.